# Tänk om (musikalbum)
Tänk om är den svenska musikgruppen Nordmans åttonde album. Det är det första albumet på 5 år och all musik är skriven av Mats Wester och Håkan Hemlin tillsammans. 
Låten Glöm det som var utkom som singel 30 augusti 2019. Låten Trasiga själar följde strax efter som nästa singel.

## Låtlista
1. Till min kära
2. Glöm det som var
3. Allt kan försvinna
4. Tänk om (*)
5. Ensam i världen
6. Jag är här (**)
7. Trasiga själar (***)
8. Vänta på månsken
9. För båda vill ha tröst (***)
10. Skuggor som jagar mig
11. Jag har mycket att tacka för (***)

Musik: Mats Wester och Håkan Hemlin utom (*) Mats Wester och Eric Bazilian; (**) Rob Hyman och Eric Bazilian; (***) Mats Wester
Texter: Py Bäckman utom (**) Lina Eriksson

## Medverkande

### Nordman
Sång - Håkan Hemlin
Producent, Arrangemang, Nyckelharpa, Synthesizer, Musik, Inspelning – Mats Wester

### Övriga
Elektrisk gitarr (4, 6), Mandola (6), kör (2, 4) – Eric Bazilian
Flöjt – Claudia Müller
Kör (1, 2, 3) - Vivian Cardinal
Mixad, mastered av – Mats Wester
Mastrat av Classe Persson, CRP Mastering 
Artwork  – Anders Fästader, Trailmade Productions